# Webster (hrabstwo Vernon)
Webster – miasto w Stanach Zjednoczonych, w stanie Wisconsin, w hrabstwie Vernon.